# Jayme Arcoverde de Albuquerque Cavalcanti
Jayme Arcoverde de Albuquerque Cavalcanti (1899-1976) foi um médico brasileiro, foi diretor da Faculdade de Medicina da Universidade de São Paulo.

## Biografia
Foi o primeiro diretor-presidente da FAPESP (Fundação de Amparo à Pesquisa do Estado de São Paulo), no período de 1961 a 1969. Participou dos Fundos Universitários de Pesquisa para a Defesa Nacional, criados para "apoiar a contribuição da universidade para a vitória das forças democráticas" na Segunda Guerra Mundial. Fez parte da elaboração do documento "Ciência e Pesquisa", trabalho básico destinado aos deputados da Constituinte Paulista de 1947, sobre a necessidade de uma fundação destinada a impulsionar a ciência e tecnologia no Estado de São Paulo.
Foi diretor do Instituto Butantan entre os anos 1938 e 1941.